# Charency-Vezin
Charency-Vezin é uma comuna francesa na região administrativa de Grande Leste, no departamento de Meurthe-et-Moselle. Estende-se por uma área de 14,79 km². Em 2010 a comuna tinha 608 habitantes (densidade: 41,1 hab./km²).
É banhada pelo rio Chiers.